# 토마스 알프레드손
한스 크리스티안 토마스 알프레드손(스웨덴어: Hans Christian Tomas Alfredson, 1965년 4월 1일 ~ )은 스웨덴의 영화 감독이며, 2008년 흡혈귀 영화 《렛 미 인》과 2011년 스파이 영화 《팅커 테일러 솔저 스파이》의 감독을 맡으며 세계적으로 알려졌다.
형인 다니엘 알프레드손도 영화 감독이다.

## 출연 작품
- 베리만즈 렐리쿠아리움 (2018)
- 스노우맨 (2017)
- 팅커 테일러 솔저 스파이 (2011)
- 렛 미 인 (2008)
- 포 섀드 오브 브라운 (2004)
- 버트: 더 라스트 버진 (1995)
- 고모론 (1992)
- 천사의 분노, 복수의 천사들 (1982)
- 피카소의 모험 (1978)
- 사과 전쟁 (1971)